# Гущери
 Тази статия е за подразред Гущери (Sauria).  За рода Гущери (Lacerta) вижте Зелени гущери.  
Гущерите (Lacertilia) са студенокръвни влечуги, близки по много белези до змиите, с които споделят и един разред – Люспести. Отличителните белези на гущерите са големият нос, покритото със суха люспеста кожа тяло, дългата опашка, както и наличието на външно ухо и клепачи на очите. Повечето притежават четири крака, снабдени с нокти. Гущерите са най-богатата на видове група с повече от  7300 вида (7310 до декември 2022 според The Reptile Database, www.reptile-database.org), разпространени повсеместно с изключение на океаните и полярните зони.
Размерът на гущерите може да варира от няколко сантиметра (гекони) до близо три метра (Комодски варан).
Съществуват и представители при които крайниците са закърнели (т.нар. безкраки гущери, в България е разпространен в цялата страна слепок, среща се и змиегущер, чийто външен вид може да се сбърка със змия. Разликите са в наличието при безкраките гущери на клепачи и външно ухо, покрито с мембрана.
Костите в опашката на всички гущери са свързани с крехки връзки, което позволява гущерът лесно да се изплъзне при улавяне, счупвайки и оставяйки част от опашката си. Това е част от защитния механизъм при избягване на опасност и ги отличава от змиите, при които опашката не се чупи лесно. Разпространен народен мит е, че „гущерът сам отгризва опашката си“, но това не е вярно – причината е просто в нейната анатомия.
Много гущери могат да променят окраската си съгласно тази на околната среда или когато са стресирани. Най-типичният пример са хамелеоните, но явлението се наблюдава и при редица неродствени на тях гущери.
Гущерите се хранят най-често с насекоми или гризачи, т.е. повечето са хищници. Някои видове са всеядни, а има и изцяло растителноядни (например игуаните). Счита се, че единствените отровни гущери са два вида от Северно Мексико, които са способни да отделят отрова докато се хранят, но отровни жлези са открити при редица представители на игуаните и вараните. Нито един от тях не представлява пряка опасност за човека, тъй като отровата се отделя бавно при дъвчене, за разлика от змиите при които се инжектира с първото ухапване.

## Класификация
Подразред Lacertilia (Sauria) – Гущери
- †Семейство Bavarisauridae
- †Семейство Eichstaettisauridae
- Инфраразред Iguania – Игуанообразни
  - †Семейство Arretosauridae
  - †Семейство Euposauridae
  - Семейство Corytophanidae
  - Семейство Dactyloidae – Анолисови
  - Семейство Iguanidae – Игуанови
  - Семейство Phrynosomatidae
  - Семейство Polychrotidae – Дългокраки игуани
    - Семейство Leiosauridae

  - Семейство Tropiduridae
    - Семейство Liolaemidae
    - Семейство Leiocephalidae – Плоскоглави игуани

  - Семейство Crotaphytidae
  - Семейство Opluridae – Мадагаскарски игуани
  - Семейство Hoplocercidae
  - †Семейство Priscagamidae
  - †Семейство Isodontosauridae
  - Семейство Agamidae – Агамови
  - Семейство Chamaeleonidae – Хамелеонови
- Инфраразред Gekkota – Геконообразни
  - Семейство Carphodactylidae
  - Семейство Dibamidae – Слепи гущери
  - Семейство Diplodactylidae
  - Семейство Eublepharidae
  - Семейство Gekkonidae – Геконови
  - Семейство Phyllodactylidae
  - Семейство Pygopodidae – Змийски гущери
  - Семейство Sphaerodactylidae
- Инфраразред Scincomorpha – Сцинкообразни
  - †Семейство Paramacellodidae
  - †Семейство Slavoiidae
  - Семейство Scincidae – Сцинкови
  - Семейство Cordylidae
  - Семейство Gerrhosauridae
  - Семейство Xantusiidae
  - Семейство Lacertidae – Гущерови
  - †Семейство Mongolochamopidae
  - †Семейство Adamisauridae
  - Семейство Teiidae
  - Семейство Gymnophthalmidae
- Инфраразред Diploglossa
  - Семейство Anguidae – Слепоци
  - Семейство Anniellidae
  - Семейство Xenosauridae
- Инфраразред Platynota (Varanoidea)
  - Семейство Varanidae – Варанови
  - Семейство Lanthanotidae – Безухи варани
  - Семейство Helodermatidae
  - †Семейство Mosasauridae – Мозазаврови